# Néstor Di Luca
Néstor Rubén Di Luca (Tres Arroyos, Provincia de Buenos Aires, Argentina, 8 de abril de 1955) es un exfutbolista argentino que jugaba de delantero.

## Trayectoria
Comenzó su carrera en las divisiones inferiores del Club Atlético Independiente, debutó profesionalmente en 1977, donde consiguió dos campeonatos nacionales.
En 1980 pasó al Club Atlético San Lorenzo de Mar del Plata en donde conquistó dos Liga Marplatense de fútbol en 1980 y 1981.
En 1982 estuvo en Club Atlético Huracán, en 1983 llega a Chile para jugar por la Universidad de Chile donde fue dirigido por Luis Santibánez, debutó en la «U» el 2 de julio de 1983 anotando en el empate 1:1 frente al Audax Italiano, en dos temporadas jugó 60 partidos marcando 21 goles. Su último gol con la camiseta «azul» fue en el triunfo 2:0 sobre Colo Colo, el 25 de noviembre de 1984 en el Estadio Nacional, minuto 80 la «U» ganaba con anotación de Marcelo Silva, se produce un contragolpe que deja solo a Di Luca frente al arquero Roberto Rojas, donde hace un amague y la coloca suave al costado del arco, gol y la hinchada azul comenzó a cantar ¡ Di Luca, Di Luca !
En 1985 retorna al Club Atlético Huracán donde consiguió el ascenso en 1989.
En 1990 ya finalizando su carrera juega por Huracán de Tres Arroyos donde suma los títulos locales de Liga Regional Tresarroyense de fútbol en 1990 y 1991.

## Estadísticas

### Clubes
| Club                        | País      | Año       |
| --------------------------- | --------- | --------- |
| Independiente               | Argentina | 1977-1979 |
| San Lorenzo (Mar del Plata) | Argentina | 1980-1981 |
| Huracán                     | Argentina | 1982      |
| Universidad de Chile        | Chile     | 1983-1984 |
| Huracán                     | Argentina | 1985-1989 |
| Huracán (Tres Arroyos)      | Argentina | 1990-1991 |

## Palmarés

### Títulos locales
| Título                      | Club                        | País      | Año  |
| --------------------------- | --------------------------- | --------- | ---- |
| Liga Marplatense            | San Lorenzo (Mar del Plata) | Argentina | 1980 |
| Liga Marplatense            | San Lorenzo (Mar del Plata) | Argentina | 1981 |
| Liga Regional Tresarroyense | Huracán (Tres Arroyos)      | Argentina | 1990 |
| Liga Regional Tresarroyense | Huracán (Tres Arroyos)      | Argentina | 1991 |

### Títulos nacionales
| Título                | Club          | País      | Año  |
| --------------------- | ------------- | --------- | ---- |
| Campeonato Nacional   | Independiente | Argentina | 1977 |
| Campeonato Nacional   | Independiente | Argentina | 1978 |
| Campeonato Nacional B | Huracán       | Argentina | 1989 |